# Georges Bouche
Pour les articles homonymes, voir Bouche.
Georges Pierre Bouche, né à Lyon le 24 janvier 1874 et mort à Celles-sur-Durolle le 12 mai 1941, est un peintre français.

## Biographie
Élève d’architecture à l’École des Beaux-Arts de Lyon, il s’installe à Paris où il se lie avec Pierre Laprade avec qui il fonde un atelier commun. Après le départ de Laprade, il épouse Émilie Charmy. Il expose dès 1902 au Salon d’automne, au Salon des indépendants et à la Société nationale des beaux-arts mais c'est surtout lors de la Rétrospective des indépendants de 1926 qu'il est remarqué avec les toiles Ma grand-mère, Paysage du Dauphiné, Paysage en Auvergne, Vue sur Notre Dame, Jeux et Palette et pinceaux. 

## Œuvres[3]
- Fleurs
- Jeune garçon
- Dans la cuisine
- Les quais à Paris
- La ferme
- Les deux arbres
- Nature morte
- Effet de neige
- L'homme au col blanc
- Le gros arbre
- Panier de pommes
- Femme au repos
- La moisson
- La palette
- La jeune femme
- Fleurs et fruits
- la chaumière sur le coteau
- Nature morte au melon
- Vaches au pré